# Linda Porter
Linda Porter (* 31. Januar 1933 in Cleveland, Ohio; † 25. September 2019) war eine US-amerikanische Schauspielerin. 

## Leben
Porter trat in zahlreichen Spielfilmen, Fernsehprogrammen, Anzeigen und Musikvideos auf – am prominentesten in den Serien Superstore und Twin Peaks sowie im Film Ey Mann, wo is’ mein Auto?. Seit 1988 wirkte sie bei mehr als 70 Produktionen mit. Außerdem trat sie in mehreren Fernsehwerbespots von Nature Valley Cereal auf, die in den USA ausgestrahlt wurden. Auch spielte sie die Rolle der dämonischen alten Dame am Ende des Tenacious-D-Musikvideos Tribute.
Linda Porter starb am 25. September 2019 an einem Krebsleiden.

## Filmografie (Auswahl)
- 2001–2003: Gilmore Girls (Fernsehserie, 3 Folgen)
- 2005: King of Queens (Fernsehserie, Staffel 7, Folge 22)
- 2014: 2 Broke Girls (Staffel 3, Folge 11)
- 2016: Pee-wee’s Big Holiday
- 2016–2019: Superstore (Fernsehserie)
- 2017: Twin Peaks (Fernsehserie)